# وسام أونتاريو
وسام أونتاريو (بالإنجليزية: Order of Ontario، وبالفرنسية: Ordre de l'Ontario) هو أرفع تكريم رسمي تمنحه مقاطعة أونتاريو الكندية. أسسه سنة 1986 لينكولن ألكسندر، حاكم أونتاريو، باقتراح من مجلس وزراء المقاطعة برئاسة ديفيد بيترسون. ويقدم هذا الوسام تكريمًا لقاطني أونتاريو السابقين والحاليين عن أعمالهم البارزة في أي مجال.

## مشاهير حصلوا على الوسام
- روبرت سولتر (1988): جراح كندي، من رواد جراحة عظام الأطفال.
- تاك واه ماك (2007).[1]

## وصلات خارجية
- الصفحة الرسمية